# Flabellum gracile
Espèce
Flabellum gracile est une espèce de coraux appartenant à la famille des Flabellidae.